# Ed Gagliardi
Edward John Gagliardi, detto Ed (Brooklyn, 13 febbraio 1952 – 11 maggio 2014), è stato un bassista statunitense che ha suonato nei Foreigner durante gli anni settanta.
Contribuì alla formazione dei Foreigner nel 1976. Suonò nei primi due album Foreigner (1977) e Double Vision (1978) prima di venire licenziato dal gruppo nel 1979.
Nel 1980 formò una band chiamata Spys insieme al suo ex compagno nei Foreigner, il tastierista Al Greenwood.
È morto l'11 maggio 2014, all'età di 62 anni, per un cancro contro cui lottava da otto anni.